# ディーラー (カジノ)

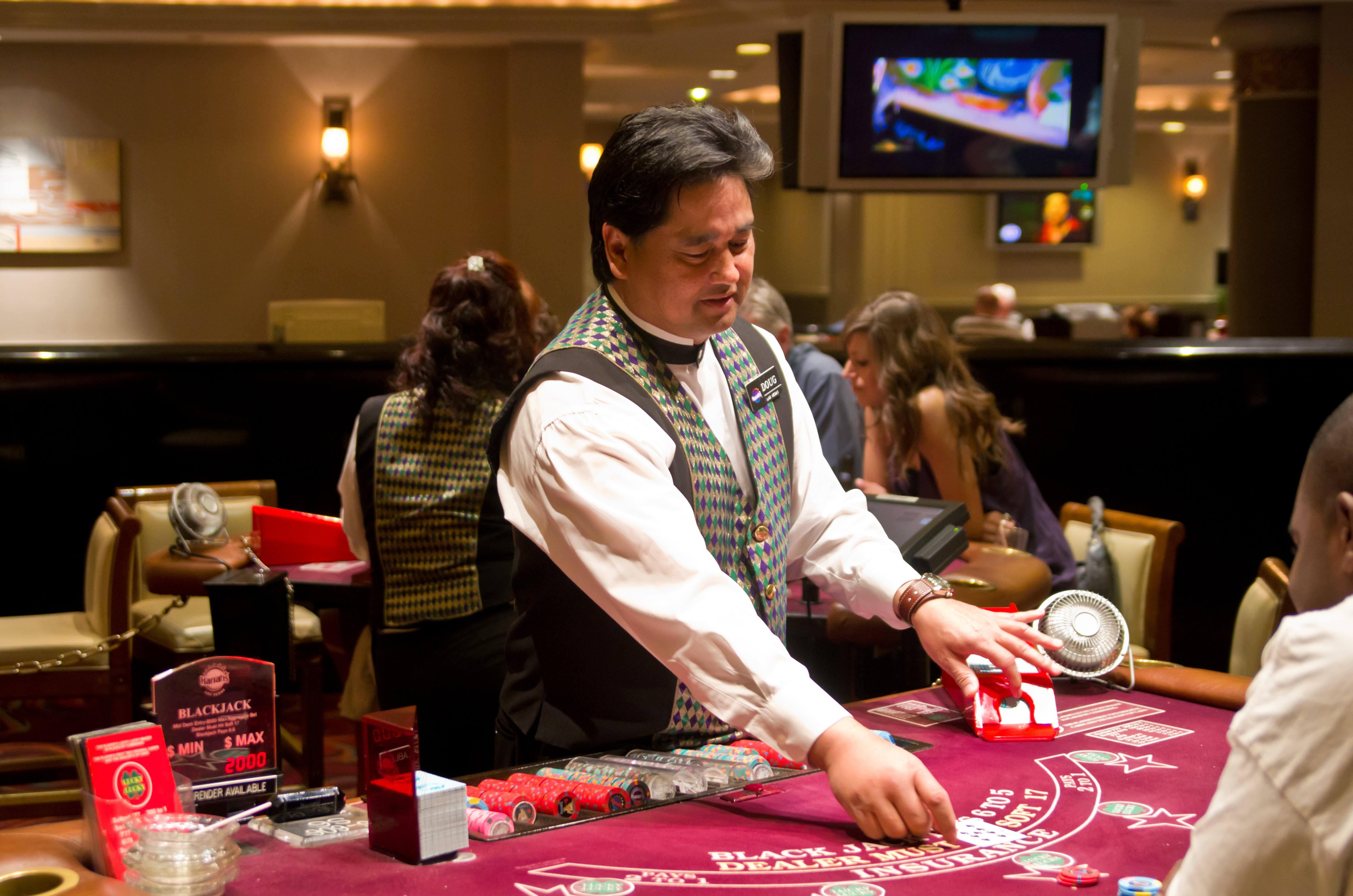
ディーラー

ディーラー（英: dealer）またはクルーピエ（クルーピー、croupier）は、カジノのテーブルゲームにおいて、ゲームの進行やチップの回収、配当などを行うスタッフ。

## 由来
諸説としては、元々ギャンブルをしている人の後ろに立ってサポートしていた人の事を、「Croup（馬の尻、クループ）」と呼んでいた。それがのちに、「Croupier（クルーピー）」へと派生していったと考えられている。現在のカジノではディーラーと呼ばれることがほとんどである。

## プロへの道のり
プロのカジノディーラーを育成するための養成学校は様々あるが、教育方針は国によって異なる。米国の場合は、比較的ポピュラーなブラックジャックを最初に学ぶ傾向にある。ブラックジャックのルールは大変シンプルで人気があるため、ビギナーでも早く習得できるゲームである。対して英国では、ルーレットを最初に学ぶ傾向にある。
ルーレットから学ぶ方がブラックジャックを学ぶよりもチップの扱いなどでスキルの向上が速くなる。
日本ではリアルマネーのカジノはなくアミューズメントカジノでディーラーは活躍する。プロかどうかの判断はライセンスで決まることはなく曖昧である、通常はそれで生計が立っていればプロと呼ばれる。
日本では海外のリアルマネーのディーラーをプロと呼び、アミューズメントのディーラーをプロと呼ばない傾向がある。
現実ではアミューズメントのディーラーで20万円~40万円ほどの収入を得ることができるがほとんどが女性ディーラーである。
アミューズメントの代表的な店がアキバギルドやカジノクエスト、JOPTやAJPCである。

## 免許制度
アメリカ、オーストラリア、英国など一部の国では、ディーラーとして従事するための免許が必要になる。カジノでディーラーとして雇用してもらう際には使用者への免許の提示が必要である。その後は警察からも免許をチェックをされ、認可が降りた者のみディーラー従事できるようになる。マカオではポーカーディーラーに関して特にライセンスは必要とされず週末ディーラーでアルバイトするものも多い。他のゲームに関してはライセンスが必要。マニラでもディーラーになるにはライセンスが必要だ。日本では2020年現在で公式なライセンスはなく、カジノスクールが学校ごとに発行している。

## ディーリングスクール
カジノディーリングを教える学校が国内外に存在する。通学が必要な学校では60万円〜70万円が卒業するまでに掛かる授業料である。ラスベガスのPCIなどでは6万円程度で学ぶことができる。日本におけるディーリングスクールは2004年に開校した日本カジノスクールが初めて。2015年開校の日本カジノ学院は全国展開を図り、多いときには五大都市で7校を運営していた。2020年には、オンラインでディーリングを学習できるサービスも登場した。